# Marquis Grissom
Marquis Deon Grissom (né le 17 avril 1967 à Atlanta, Géorgie, États-Unis) est un joueur de baseball à la retraite, ayant évolué  dans les Ligues majeures de 1989 et 2005.
Il a remporté quatre Gants dorés à la position de voltigeur de centre, a été sélectionné deux fois pour le match d'étoiles du baseball majeur, a remporté une Série mondiale en trois participations, et a été nommé joueur par excellence d'une Série de championnat de la Ligue américaine. Il occupe après la saison de baseball 2010 le 56e rang parmi les meilleurs voleurs de buts de l'histoire, avec 429 larcins. Grissom a remporté deux fois le championnat des voleurs de buts dans les majeures avec les Expos de Montréal en 1991 et 1992.

## Biographie

### Débuts
Marquis Grissom joue au baseball comme lanceur et joueur de champ extérieur à l'Université Florida A&M en Floride et sera un choix de 3e ronde, 76e au total, des Expos de Montréal au repêchage de juin 1988. Dans les rangs mineurs, les Expos décident de travailler à faire de Grissom un voltigeur de premier plan. Il abandonne par conséquent le monticule. 

### Expos de Montréal
Grissom fait ses débuts dans les Ligues majeures le 22 août 1989 avec les Expos.
Le voltigeur devient un joueur de premier plan avec la jeune équipe montréalaise, s'imposant autant à l'attaque et à la défensive qu'autour des sentiers, où les Expos, comptant sur de rapides coureurs tels Delino DeShields et Grissom, s'avèrent redoutables au début des années 1990. Grissom domine la Ligue nationale au chapitre des buts volés en 1991 (avec 76) et 1992 (avec 78). En 1993 et 1994, il est sélectionné dans l'équipe de la Ligue Nationale pour le match des étoiles. Il remportera quatre Gants dorés en défensive, de 1993 à 1996.
En 1992, il établit des sommets personnels avec 39 doubles et 78 buts volés. Sa meilleure saison à Montréal sera l'année 1993, où il frappe dans une moyenne de ,298 et produit 95 points, son plus haut total en carrière.

### Braves d'Atlanta
À l'issue de la saison 1994, écourtée par une grève des joueurs qui cause l'annulation de la Série mondiale, les Expos doivent se résigner à échanger de nombreux joueurs, pour des raisons financières. C'est ainsi que Grissom, un des favoris de la foule à Montréal, passe le 6 avril 1995 aux rivaux de la section Est, les Braves d'Atlanta. En retour, les Expos reçoivent le lanceur Esteban Yan et les voltigeurs Tony Tarasco et Roberto Kelly.
En 1995, la première saison de Grissom avec Atlanta, les Braves atteignent la Série mondiale, qu'ils remportent en six matchs sur les Indians de Cleveland. Marquis Grissom effectuera le dernier retrait de la série, en attrapant un ballon de Carlos Baerga.
En 1996, les Braves atteignent à nouveau la Série mondiale, mais ratent la défense de leur titre en s'inclinant devant les Yankees de New York. Grissom excelle en saison régulière, établissant des sommets personnels au chapitre de la moyenne au bâton (,308), des coups sûrs (207), des points marqués (106), des triples (10) et des circuits (23).
Grissom détient le record pour la plus longue séquence de matchs avec au moins un coup sûr pour commencer une carrière en séries éliminatoires, soit 15 parties étalées sur les séries d'après-saison de 1995 et 1996.

### Indians de Cleveland
Le 25 mars 1997, après deux saisons à Atlanta, Marquis Grissom est impliqué dans un important échange avec Cleveland. Avec David Justice, il passe aux Indians, en retour de Kenny Lofton et Alan Embree. La transaction joue en faveur des Indians, qui atteignent la Série mondiale cette année-là. Avec quatre points produits, un circuit et trois buts volés en six rencontres, Grissom est nommé joueur par excellence de la Série de championnat de la Ligue américaine, que les Indians remportent sur les Orioles de Baltimore pour accéder à la finale, où ils s'inclineront cependant devant les Marlins de la Floride.
Malgré les succès des Indians en séries d'après-saison, Grissom est échangé après une seule saison à Cleveland. Le 8 décembre 1997, les Indians signent leur ancien joueur étoile Kenny Lofton, devenu agent libre après une seule saison à Atlanta, et pour lui faire place dans la formation ils se départent de Grissom le jour même, en l'échangeant aux Brewers de Milwaukee, accompagné du lanceur Jeff Juden. En retour, Cleveland reçoit les lanceurs Ron Villone, Mike Fetters et Ben McDonald.

### Dernières saisons
La production de Grissom commencera à décliner au cours des trois saisons passées à Milwaukee, malgré des chiffres respectables de 83 points produits et 92 points marqués en 1999. Le 24 février 2001, il est échangé aux Dodgers de Los Angeles en retour du voltigeur Devon White.
Le 7 décembre 2002, il signe comme agent libre avec les Giants de San Francisco, où il sera utilisé comme voltigeur de centre partant durant deux saisons. Sous les ordres de son ancien gérant chez les Expos, Felipe Alou, Marquis Grissom retrouve presque sa production d'antan, frappant plus de 150 coups sûrs au cours des deux premières années, conservant une moyenne de ,300 au cours de la saison 2003 et produisant, l'année suivante, 90 points.
Les Giants atteignent la Série de championnat en 2003. Cette saison-là, Grissom reçoit le Willie Mac Award, un prix voté par les joueurs et le personnel d'instructeurs que les Giants décernent annuellement à celui qui aura fait preuve du meilleur leadership. 
Confiné à un rôle de réserviste en 2005, à sa troisième année avec l'équipe, le voltigeur est libéré à l'issue de la saison. Le 3 janvier 2006, il signe un contrat des ligues mineures avec les Cubs de Chicago, qui l'invitent à leur camp d'entraînement. Marquis Grissom ne jouera toutefois pas pour les Cubs et annoncera plutôt sa retraite le 28 mars 2006, après une carrière de 17 saisons dans les Ligues majeures.
Grissom a disputé 2165 parties dans le baseball majeur et maintenu une moyenne au bâton de ,272. Il compte 2251 coups sûrs, 227 circuits, 967 points produits, 1187 points marqués, 386 doubles, 56 triples et 429 buts volés en 545 tentatives.
En 2011, il est admissible pour une élection au Temple de la renommée du baseball mais ne reçoit que quatre votes.

## Honneurs

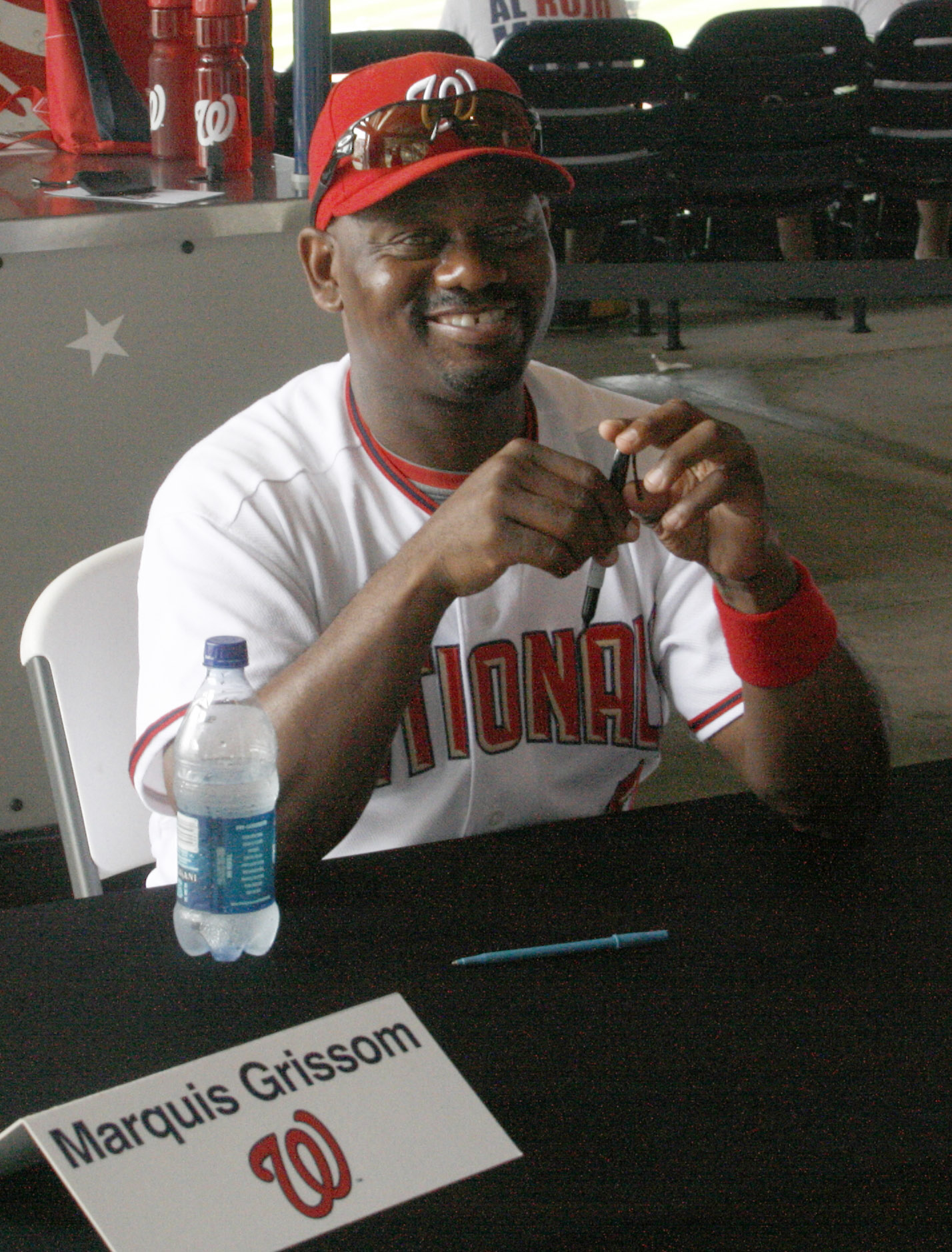
Marquis Grissom est instructeur des Nationals de Washington en 2009.

- Gagnant de quatre Gants dorés à la position de voltigeur de centre dans la Ligue nationale, avec Montréal en 1993 et 1994 et Atlanta en 1995 et 1996.
- A participé deux fois au match des étoiles du baseball majeur dans l'uniforme de la Ligue nationale, en 1993 et 1994.
- Meneur de la Ligue nationale au chapitre des buts volés avec 76 en 1991 et 78 en 1992.
- Nommé joueur par excellence de la Série de championnat de la Ligue américaine de baseball en 1997 avec Cleveland.
- A participé trois fois aux Séries mondiales (avec Atlanta en 1995 et 1996, puis Cleveland en 1997); a fait partie d'une équipe l'ayant remportée (Atlanta en 1995).

## Carrière d'entraîneur
Marquis Grissom est durant la saison de baseball 2009 l'instructeur au premier but des Nationals de Washington,.